# Carlos Manuel de Resende Teodoro
Carlos Manuel de Resende Teodoro (nacido el 18 de agosto de 2000 en Passa Tempo, Brasil) es un futbolista brasileño.

## Clubes
| Club                                    | País   | Año   |
| --------------------------------------- | ------ | ----- |
| Sport Club Aymorés                      | Brasil | 2021  |
| Contagem Esporte Clube                  | Brasil | 2021  |
| Clube Atlético Penapolense              | Brasil | 2022  |
| Contagem Esporte Clube                  | Brasil | 2022  |
| Serra Branca Esporte Clube              | Brasil | 2023  |
| Botafogo Futebol Clube (Ribeirão Preto) | Brasil | 2023- |